# Tommy Younger
Tommy Younger, właśc. Thomas Younger (ur. 10 kwietnia 1930 w Edynburgu, zm. 13 stycznia 1984 tamże) – szkocki piłkarz występujący na pozycji bramkarza, a także trener.

## Kariera klubowa
Younger karierę rozpoczynał w 1948 roku w zespole Hibernian, z którym w sezonach 1950/1951 oraz 1951/1952 zdobył mistrzostwo Szkocji. Jego zawodnikiem był do 1956 roku. Następnie przez trzy lata występował w angielskim Liverpoolu, grającym w Division Two. W 1959 roku wrócił do Szkocji, gdzie do 1960 roku był grającym trenerem zespołu Falkirk, występującego w Scottish Division Two.
W kolejnych latach Younger występował w angielskich drużynach Division Two – Stoke City oraz Leeds United, w walijskim Rhyl, a także w kanadyjskim Toronto City. W 1963 roku zakończył karierę.

## Kariera reprezentacyjna
W reprezentacji Szkocji Younger zadebiutował 4 maja 1955 w wygranym 3:0 towarzyskim meczu z Portugalią.
W 1958 roku został powołany do kadry na mistrzostwa świata. Zagrał na nich w spotkaniach z Jugosławią (1:1) i Paragwajem (2:3), w obu będąc kapitanem drużyny. Tamten turniej Szkocja zakończyła na fazie grupowej.
W latach 1955–1958 w drużynie narodowej Younger rozegrał 24 spotkania, w pięciu zachowując czyste konto.